# Saint-Jean-Saint-Paul (titre cardinalice)
Le titre cardinalice de Saint-Jean-Saint-Paul, connu sous l'antiquité sous le nom de Pammachus ou de Byzantis (Bizante était un ami de saint Jacques, père de saint Pammaque et filleul de sainte Paule), a été fondé vers la fin du Ve siècle. Par la suite il a été connu sous le nom de Pammachii Sanctorum Johannis et Pauli en mémoire des deux prêtres qui en étaient titulaires pendant le pontificat du pape Innocent Ier.
D'après le catalogue de Pietro Mallio, établi sous le pontificat du pape Alexandre III, ce titre était rattaché à la basilique Saint-Laurent-hors-les-Murs, dont les prêtres venaient célébrer la messe à tour de rôle.
Ce titre prestigieux a été porté par plusieurs cardinaux qui devinrent papes : Adéodat Ier, Cencio Savelli (Honorius III), Étienne Aubert (Innocent VI), Camille Borghèse (Paul V) et plus récemment Eugenio Pacelli (Pie XII).
De 1946 à 2015, il était traditionnellement donné au cardinal archevêque de New York (États-Unis).
Le pape François l'attribue le 19 novembre 2016 à l'archevêque de Malines-Bruxelles (Belgique), Jozef De Kesel.

## Titulaires
| - Gordiano (494-495) - San Giovanni Giovanni (ou Catalino, ou Catelino) (vers 495-?) - Giovanni (499-?) - Dieudonné (ou Adéodat) (590-?) - Giovanni (600- 604?) - Agapito Rustico (?) (604?-?) - Giorgio (731- 745) - Gregorio (745-?) - Romano (853- 872) - Germano (872-?) - Pietro (964- 975) - Leone (975-?) - Giovanni (1073-1085) - Bone seniore (1088- vers 1098) - Dietrich (ou Théodoric, ou Thierry) (1098-1100) - Teobaldo (vers 1100-?) - Niccolò (1112?- vers 1117) - Teobaldo (circa 1117- vers 1124) - Johannes (1123?-vers 1125) - Alberico (ou Uldarico) Tomacelli (ou Cybo) (1125- vers 1130) - Luc, cistercien (1130-1140) - Ubaldo (1140-1150) - Giovanni Conti (1150-1182) - Rainier de Pavie (1182-1183) - Melior (ou Meliore, ou Migliore) (1185-1197) - Cencio Savelli, chanoine régulier du Latran (1200-1216), élu pape sous le nom d'Honorius III. - Giovanni (1216-1217) - Roberto Rainaldi (1221-?) - Bentivenga de Bentivengis, O.F.M., administrateur (1288-1289) - Pedro Rodríguez (dit Hispano), administrateur (1302-1310) - Bertrand des Bordes (1310-1311) - Jacques de Via (1316-1317) - Matteo Orsini, O.P. (1327-1338) - Étienne Aubert (1342-1352), élu pape sous le nom d'Innocent VI. - Andouin Aubert (ou Alberti) (1353-1361) - Guillaume de La Sudrie (ou Sudré), OP (1366-1367) - Simone da Borsano (1375-1381) - Gutiero Gomez (1381-1391), pseudo-cardinal de l'antipape Clément VII. - Jean Flandrin (1391-1405), pseudo-cardinal de l'antipape Clément VII. - Tommaso Brancaccio (1411-1427), pseudo-cardinal de l'antipape Jean XXIII. - Domingo Ram (1440-1444) - Latino Orsini (1448-1465) - Philibert Hugonet (1477-1484) - Ardicino della Porta (1489-1493) - Giovanni Battista Orsini (1493-1503) - Francisco de Remolins (1503-1511) ; in commendam (1511-1517) | - Adriaan Florenszoon Dedel van Utrecht (1517-1522) - Willem van Enckenvoirt (1523-1534) - Esteban Gabriel Merino (1534-1535) - Alfonso de Portugal (1535-1540) - Pedro Fernández Manrique (1540) - Federico Da Campo Fregóso (1541) - Pierre de La Baume (1541-1544) - Georges d'Armagnac (1545-1556) - Fabio Mignanelli (1556-1557) - Antonio Trivulzio, iuniore (ou Trivulce) (1557-1559) - Alfonso Carafa (1560-1565) - Gabriele Paleotti (1565-1572) - Nicolas de Pellevé (1572-1584) - Antonio Carafa (1584-1591) - Alexandre Octavien de Médicis (1591-1592), élu pape sous le nom de Léon XI - Giovanni Battista Castrucci (1592-1595) - Agostino Cusani (1595-1598) - Camille Borghèse (1599-1602), élu pape sous le nom de Paul V. - Ottavio Acquaviva d'Aragona (1602-1605) - Pietro Aldobrandini (1605-1612) - Decio Carafa (1612-1626) - Carlo Emmanuele Pio di Savoia (1626) - Lorenzo Magalotti (1628-1637) - Francesco Maria Macchiavelli (1642-1653) - Giberto Borromeo (1654-1672) - Giacomo Rospigliosi (1672-1684) - Fortunato Ilario Carafa della Spina (1687-1697) - Fabrizio Paolucci (1699-1719) - Niccola Maria Lercari (1726-1743) - Camillo Paolucci (1746-1756); in commendam (1756-1763) - Giovanni Carlo Boschi (1766-1784) - Giuseppe Garampi (1786-1792) - Aurelio Roverella (1794-1809) - Antonio Lamberto Rusconi (1816-1825) - Vincenzo Macchi (1827-1840) - Cosimo Corsi (1842-1870) - Mariano Benito Barrio Fernández (1874-1876) - Edward Henry Howard (1877-1884) - Placido Maria Schiaffino (1885-1889) - Franziskus von Paula Schönborn (1889-1899) - Giuseppe Francica-Nava de Bontifè (1899-1928) - Eugenio Pacelli (1929-1939) - Francis Joseph Spellman (1946-1967) - Terence James Cooke (1969-1983) - John Joseph O'Connor (1985-2000) - Edward Michael Egan (2001-2015) - Jozef De Kesel (2016-...) |

### Sources
- (it) Cet article est partiellement ou en totalité issu de l’article de Wikipédia en italien intitulé « Santi Giovanni e Paolo (titolo cardinalizio) » (voir la liste des auteurs).

1. ↑  Fiche biographique de Saint Jean 1er Pape et martyr